# Attus ornatus
Attus ornatus är en spindelart som beskrevs av Władysław Taczanowski 1871 [1872. Attus ornatus ingår i släktet Attus och familjen hoppspindlar. Inga underarter finns listade.